# Đơn vị hành chính
Đơn vị hành chính (tiếng Anh: administrative division), còn gọi là thực thể địa phương, đơn vị cấu thành hoặc phân khu quốc gia, là một phần của một quốc gia hoặc vùng lãnh thổ, được phân định nhằm phục vụ mục đích quản lý. Các đơn vị hành chính có mức độ tự chủ nhất định, hoạt động trong khuôn khổ chính quyền địa phương của chúng. Các quốc gia phân chia lãnh thổ thành các đơn vị hành chính nhỏ hơn để dễ bề quản lý đất đai và các vấn đề dân sinh. Một quốc gia có thể được phân làm các tỉnh, đến lượt các tỉnh lại được chia làm các khu tự quản.
Về mặt khái niệm, đơn vị hành chính khác với lãnh thổ phụ thuộc. Đơn vị hành chính là bộ phận cấu thành quốc gia có chủ quyền, trong khi lãnh thổ phụ thuộc chỉ ràng buộc vào quốc gia ở mức độ lỏng lẻo hơn. Tuy nhiên, thuật ngữ "đơn vị hành chính" có thể bao hàm lãnh thổ phụ thuộc hoặc các khu vực lãnh thổ được thừa nhận là đơn vị hành chính (chẳng hạn như cách phân chia trong cơ sở dữ liệu địa lý).
Nhằm tạo sự rõ ràng và thuận tiện, người ta dùng cách gọi mang tính trung lập và tiêu chuẩn cho phân cấp hành chính cao nhất của một quốc gia là "đơn vị hành chính cấp một" hoặc "cấp hành chính thứ nhất", dưới đó là "đơn vị hành chính cấp hai" hoặc "cấp hành chính thứ nhì".